# Curie-Konstante
Die Curie-Konstante {\displaystyle C} (nach Pierre Curie) ist eine Größe aus dem Bereich des Magnetismus, die jeweils für einen Stoff konstant ist und die Dimension einer Temperatur hat:
{\displaystyle C=\mu _{0}\cdot n\cdot {\frac {\mu ^{2}}{3k_{\mathrm {B} }}}}
mit
- der Permeabilität des Vakuums {\displaystyle \mu _{0}}
- der Teilchendichte {\displaystyle n={\tfrac {N}{V}}}
  - der Teilchenzahl {\displaystyle N}
  - dem Volumen {\displaystyle V}
- dem atomaren magnetischen Moment {\displaystyle \mu }
- der Boltzmann-Konstante {\displaystyle k_{\mathrm {B} }}.

Statt auf das Volumen wird die Curie-Konstante oft auch auf die Stoffmenge {\displaystyle n} bezogen:
{\displaystyle C_{\mathrm {mol} }={\frac {M}{\rho }}C=\mu _{0}\cdot N_{\mathrm {A} }\cdot {\frac {\mu ^{2}}{3k_{\mathrm {B} }}}}
mit
- der Molmasse {\displaystyle M}
- der Dichte {\displaystyle \rho }
- der Avogadro-Konstanten {\displaystyle N_{\mathrm {A} }={\tfrac {N}{n}}}.

Als Einheit von {\displaystyle C_{\mathrm {mol} }} ergibt sich m3 K mol−1.